# Llama (química)

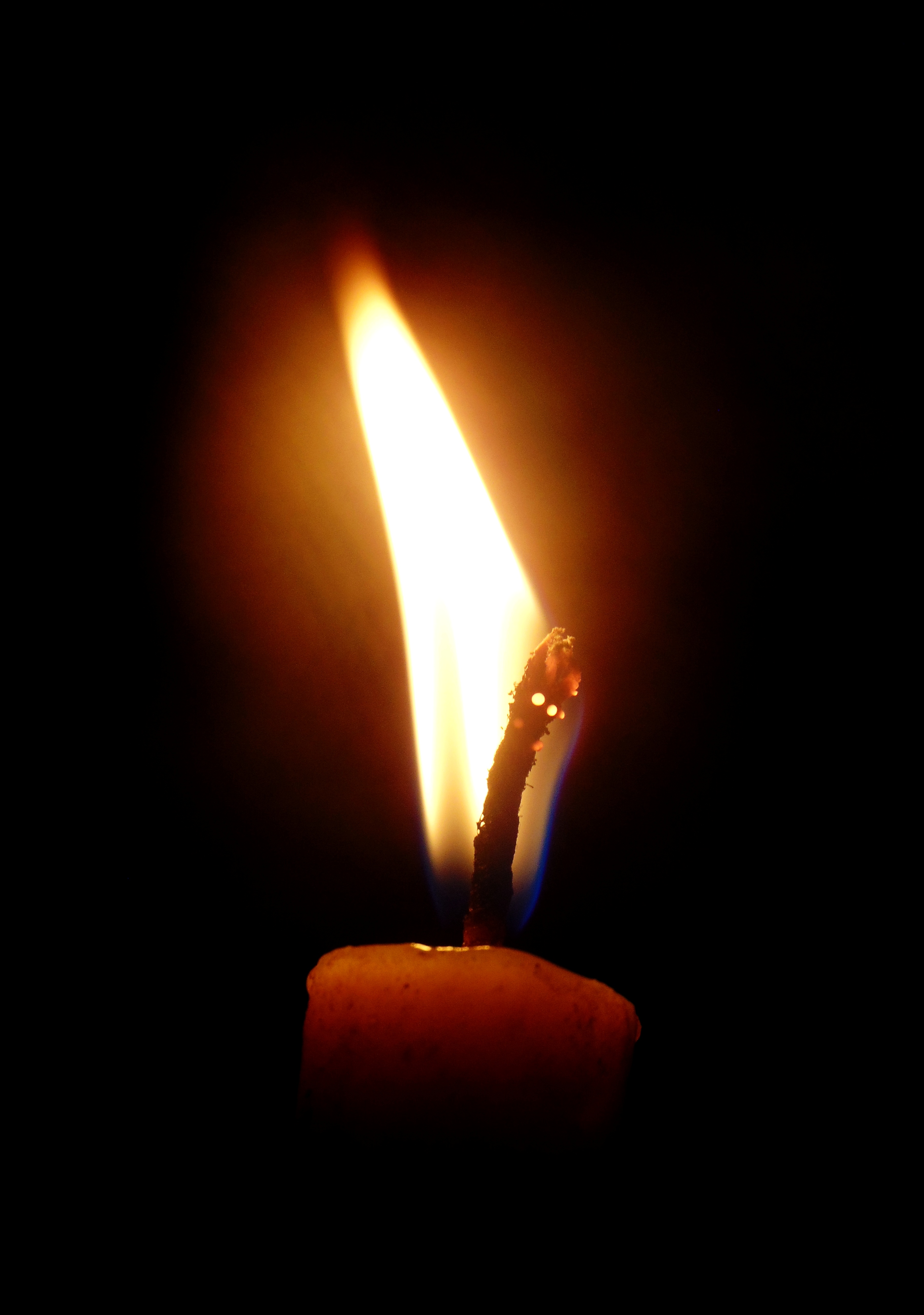
Llama de una vela.

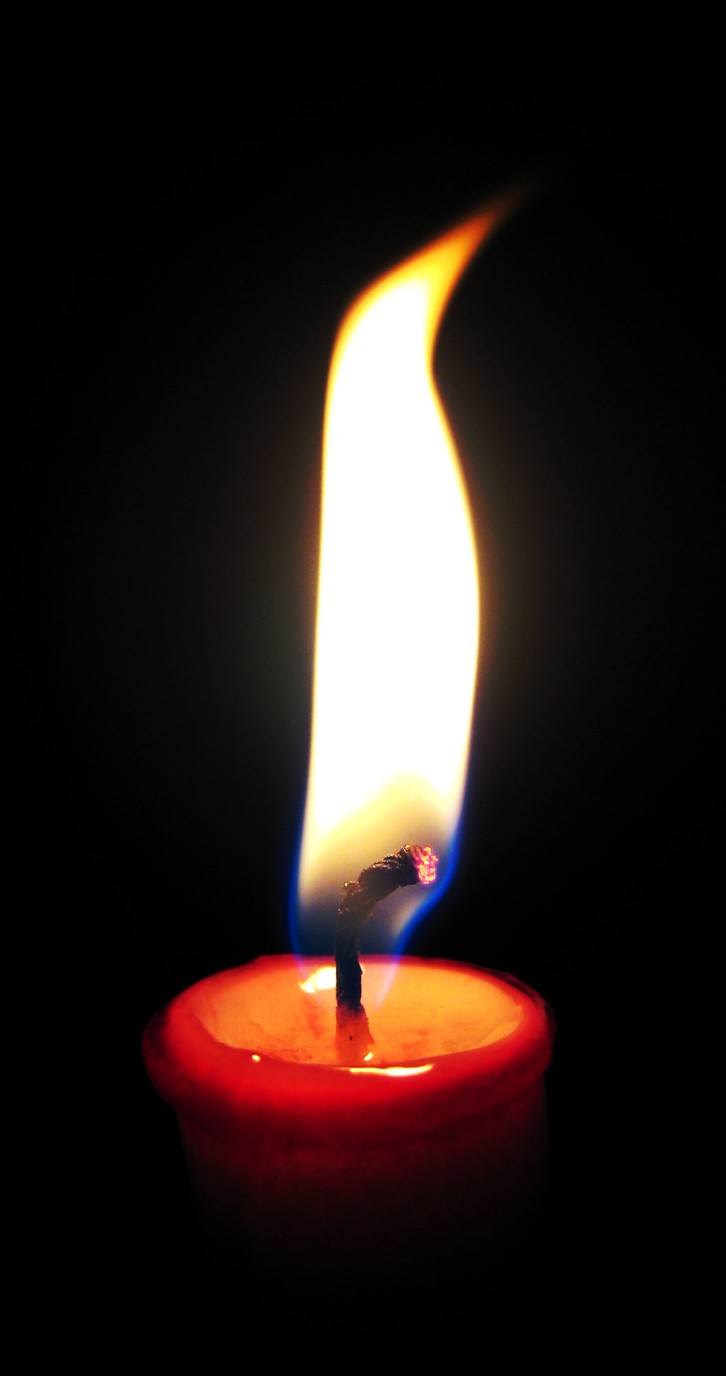
Llama de la combustión de una vela.

Cuando se produce la combustión de un elemento inflamable en una atmósfera rica en oxígeno, se observa una emisión de luz, que puede llegar a ser intensa, denominada llama. 
Todas las reacciones la combustión son muy exotérmicas y desprenden gran cantidad de energía en forma de calor. La llama es provocada por la emisión de energía de los átomos de algunas partículas que se encuentran en los gases de la combustión, al ser excitados por el intenso calor generado en este tipo de reacciones.

## Tipos de llamas
esto es debido a la interacción que existe entre todos los compuestos. Atendiendo a cómo se incorpora el oxígeno a la llama, podemos distinguir:
Llamas de premezcla.- Cuando el combustible y comburente van mezclados previamente a la combustión, como en el caso de un mechero bunsen. En estas llamas la combustión es más completa y permiten alcanzar mayores temperaturas, presentando otras características como la tonalidad azul.
Llamas de difusión.- Las llamas de difusión son las que se generan de forma natural cuando se encuentran el combustible y el aire sin mezcla previa en un mismo lugar. La difusión sería el momento en el que un gas inflamable se encuentra de forma natural con el oxígeno del aire.
La zona donde se produce este fenómeno se denomina zona de reacción, no es muy extensa y es donde se produce la combustión.

## Diferentes formas de la llama

### Llamas de premezcla
Se pueden diferenciar tres zonas:
- Zona de precalentamiento: Al salir la mezcla de combustible/comburente aún no posee la temperatura necesaria para reaccionar, aumentando esta según se aproxima a la siguiente zona
- Zona reacción: Una vez alcanzada la temperatura de ignición la mezcla reacciona liberando calor y formando los productos en función de los reactivos.
- Zona de post reacción: Los gases productos de la reacción se van enfriando y dejan de emitir luz..

una definición más breve: son aquellas en la que el combustible fluye con un adicional de aire u oxígeno. ejemplo: quemadores de gas.

### Llamas de difusión
Debido a su complejidad, es donde más se ha avanzado gracias a los avances en el aparataje de medición, pudiendo describirse varios modelos.

#### Modelo de tres zonas o las partes de la llama
El primero que publicó un estudio científico sobre la llama y su estructura fue Michael Faraday en 1908 con The Chemical History of a Candle en el que mediante unos sencillos experimentos identificó tres zonas en la llama:
- Zona interna: La cera fundida de la vela se vaporiza alrededor de la mecha, creando una zona en la que lo único que hay es gases combustibles por lo que no puede combustionar. A esta zona también se le denomina zona fría o zona oscura ya que en ella no se emite luz.
- Zona intermedia: En el límite de la zona interna el combustible comienza a mezclarse con el oxígeno circundante permitiendo su combustión. Es la región en la que la temperatura es muy elevada de forma que emite luz.
- Zona externa: En ella predomina el oxígeno circundante, por lo que los radicales libres formados en las zonas de mayor temperatura se combinan con el oxígeno completando la oxidación o bien escapando en forma de hollín.

#### Modelo de cuatro zonas
Estudios más recientes han permitido observar que las llamas de difusión presenta zonas en las que su combustión se asemeja a las llamas de premezcla en aquellas zonas que mejor aporte de oxígeno tienen, en la zona inferior y en la capa más externa, apreciable a simple vista ya que presentan características comunes como poca luminosidad y color azulado.

## Llamas en las velas
La incandescencia de las velas proviene de la presencia de partículas sólidas en la parte luminosa y caliente de la llama. Estas partículas, que son fundamentalmente carbono elemental, se pueden depositar en la hoja de una espátula colocándola directamente sobre la llama.
La cera de la vela está compuesta, esencialmente, por hidrocarburos de masa molar elevada. El calor de la llama de la vela funde la cera, quedando el pabilo (mecha que está en el centro de la vela) sumergido en ella. El calor adicional evapora la cera del pabilo. Algo de vapor de la cera se quema formando dióxido de carbono CO2 y agua, otra parte se convierte en hidrocarburos de menor masa molecular, fragmentos de moléculas y carbono. Eventualmente, algunos de estos intermediarios también se transforman en dióxido de carbono y agua en el proceso de combustión.

## Llamas en mecheros Bunsen
En los laboratorios de química se usan frecuentemente los llamados mecheros bunsen, cuyo nombre es debido al químico alemán Robert Wilhelm Bunsen. En este tipo de aparatos, el gas utilizado puede ser metano, propano o butano. Si el abastecimiento de gas es constante, la temperatura de la llama depende de la cantidad de aire premezclado con el gas comburente antes de la combustión.
Cuando la válvula de entrada de aire de la parte inferior del mechero está cerrada, la llama presenta una coloración amarillenta, lo cual indica que el proceso de combustión es incompleto (esto quiere decir que no todo el metano que se introduce en el mechero se convierte en dióxido de carbono y agua, parte se transforma en carbono elemental como en el caso de la vela).
Cuando la válvula de entrada de aire está abierta por completo, el metano gaseoso se transforma, en gran medida, en dióxido de carbono y agua:
CH4(g) + 2O2(g) → CO2(g) + 2H2O(l)
En este proceso se libera más calor que en el caso anterior, por lo que la temperatura de la llama aumenta y el color cambia de amarillo a azul. El gas de uso doméstico (metano, propano, butano) que se utiliza para cocinar es usualmente premezclado con aire para hacer que la llama sea azul (se trata de asegurar la combustión completa del gas introducido en los quemadores).
Se puede obtener una combustión aún más completa del metano premezclándolo con oxígeno gaseoso puro en lugar de aire.
En el laboratorio se utiliza, cuando se trabaja con vidrio, un soplete de oxígeno/metano para el soplado del vidrio científico. Su llama es lo suficientemente caliente como para fundir el cuarzo (el punto de fusión del cuarzo es de unos 1600 °C).

## Llamas en la industria
En la industria se necesitan flamas de mayor temperatura para cortar y soldar metales. El soplete oxhídrico (oxígeno/hidrógeno) premezcla los gases hidrógeno y oxígeno antes de la combustión.
2H2(g) + O2(g) → 2H2O(l)
Mediante el proceso anterior se llegan a alcanzar temperaturas de flama superiores a 3400 °C.
La reacción entre el acetileno (etino según la IUPAC) y el oxígeno es aún más exotérmica:
2C2H2(g) + 5O2(g) → 4CO2(g) + 2H2O(l)
El soplete de oxiacetileno, basado en esta reacción tiene una llama cuya temperatura es mayor de 3.000 °C. Dicho soplete se usa con frecuencia para soldar las vigas de acero que se usan en las estructuras de edificios.

## Ensayo de llama
El ensayo a la llama es un método de análisis cualitativo muy usado para identificar la presencia de un elemento químico determinado en una muestra. Para llevarlo a cabo hay que disponer de un mechero de gas. Usualmente un mechero Bunsen, ya que la temperatura de la llama es lo suficientemente elevada como para llevar a cabo la experiencia (no sirve un mechero de mecha con depósito de alcohol). Primero se ha de ajustar la temperatura de la llama del mechero Bunsen hasta que deje de ser amarillenta y presente una tonalidad azulada en el cuerpo de la llama y una envolvente incolora. Después se impregna la punta de una varilla limpia de platino o de nicromo (una aleación de níquel y cromo), o en su defecto de vidrio, de una pequeña cantidad de la sustancia que se desea analizar y, seguidamente, se introduce la varilla en la llama, procurando ubicar la punta en la parte menos coloreada de la llama.
Los electrones de estos saltarán a niveles superiores desde los niveles inferiores e, inmediatamente (el tiempo de que puede estar un electrón en niveles superiores es del orden de los nanosegundos), emitirán energía en todas direcciones en forma de radiación electromagnética (luz) de frecuencias características. Es lo que se denomina un espectro de emisión atómico.
A nivel macroscópico se observa que la muestra, al ser calentada en el seno de la llama, proporcionará un color característico a esta. Por ejemplo, si se impregna la punta de una varilla con una gota de disolución de Ca2+ (la notación anterior indica que se trata del ion calcio, es decir, el átomo de calcio que ha perdido dos electrones), el color observado es rojo ladrillo.
Es posible hacer un análisis químico de los gases de combustión con el análisis Orsat.